# متتالية أعداد صحيحة
في الرياضيات، متتالية أعداد صحيحة (بالإنجليزية: Integer sequence)‏ هي متتالية جميع حدودها، كما يدل على ذلك اسمها، أعداد صحيحة.

## أمثلة
Integer sequences which have received their own name include:
- الأعداد الزائدة
- Baum–Sweet sequence
- أعداد بيل
- المعاملات الثنائية
- أعداد كارميكائيل
- أعداد كاتالان
- أعداد غير أولية
- أعداد ناقصة
- أعداد أويلر
- أعداد جينوكي
- أعداد زوجية وأعداد فردية
- العاملي
- أعداد فيبوناتشي
- Fibonacci word
- أعداد شكلية
- Golomb sequence
- أعداد سعيدة
- Highly totient numbers
- عدد مؤلف للغايةs
- Home primes
- Hyperperfect numbers
- Juggler sequence
- Kolakoski sequence
- Lucky numbers
- أعداد لوكاس
- Padovan numbers
- تجزئة عدد
- أعداد مثالية
- أعداد نصف مثالية
- أعداد أولية
- الأعداد شبه الأولية
- Regular paperfolding sequence
- Rudin–Shapiro sequence
- أعداد نصف مثالية
- أعداد نصف أولية
- Superperfect numbers
- Thue-Morse sequence
- أعداد أولام
- Weird numbers